# Microstylum cilipes
Microstylum cilipes là một loài ruồi trong họ Asilidae. Microstylum cilipes được Macquart miêu tả năm 1838. Loài này phân bố ở vùng nhiệt đới châu Phi.